# Guerre turco-veneziane
Le guerre turco-veneziane furono una serie di conflitti che videro contrapposti l'Impero ottomano e la Repubblica di Venezia nei secoli XIV e XVIII per il controllo del Mediterraneo orientale.

## Antefatto
Sin dal XIII secolo la Serenissima si era resa padrona di un vasto impero marittimo nel Levante mediterraneo, lo Stato da Mar, costituito in parte a scapito dei possedimenti dell'Impero bizantino.
Nella seconda metà del XIV secolo l'espansione dei turchi ottomani aveva avuto carattere essenzialmente terrestre e, sebbene la nuova potenza orientale costituisse un pericolo per gli empori costieri bizantini e per le vie commerciali dell'entroterra, la mancanza di una potenza navale turca non rappresentava una diretta minaccia ai possedimenti veneziani.
Sin dagli inizi del XV secolo, però, i turchi avevano iniziato a dotarsi di una propria marina, ricorrendo alle capacità dei greci delle regioni sottomesse, portando ai primi scontri con le flotte di Venezia, come la grande battaglia combattuta davanti a Gallipoli, nei Dardanelli, conclusasi con la distruzione della flotta ottomana.
Nel 1423, poi, Venezia era entrata in possesso della grande città di Tessalonica (Salonicco), la seconda dell'Impero, già da un anno sotto assedio da parte dei turchi. La città era stata venduta a Venezia dal despota Andronico Paleologo, nella speranza che questa riuscisse a preservarla dalla conquista musulmana. I veneziani avevano tenuto la città sino al marzo 1430, quando questa venne infine presa dagli ottomani.
La caduta di Costantinopoli nel 1453 aveva mostrato inoltre per la prima volta la vera potenza navale, oltreché terrestre, dell'Impero ottomano, che era andato a sostituire per i territori quello bizantino. Venezia, sebbene sino all'ultimo alleata con il morente Impero romano d'Oriente, dopo la caduta dell'antica capitale imperiale si affrettò a mostrarsi condiscendevole coi nuovi padroni delle vie d'Oriente. Il 18 aprile 1454, l'ambasciatore Bartolomeo Marcello sottoscrisse infatti con il sultano Maometto II un trattato di reciproco riconoscimento.
Nonostante la facciata, però, si trattò fin dall'inizio di una tregua fragile, costantemente minacciata da piccole violazioni che potevano, in qualunque momento, essere sfruttate dai turchi per scatenare un conflitto. La stessa Venezia dal canto suo, dichiarava apertamente per bocca dei propri rappresentanti, in un concilio tenutosi a Mantova nel 1460, che l'accordo era stato costituito per necessità di difesa degli interessi in Oriente, ma che, qualora si fosse creata contro il Gran Turco una lega cristiana, Venezia sarebbe stata disponibile a parteciparvi.

## I conflitti

### La prima guerra del 1463-1479
Il primo conflitto tra Venezia e il nuovo Impero ottomano si combatté per sedici anni tra il 1463 e il 1479. Iniziato con la presa di Argo da parte dei Turchi, si concluse, dopo alterne vicende, con la perdita per la Serenissima anche della colonia di Negroponte, di parte delle Cicladi, di Lemno e dell'Albania veneta. Le perdite sono però compensate dall'acquisto del Regno di Cipro, ceduto a Venezia dalla regina Caterina Corner. 

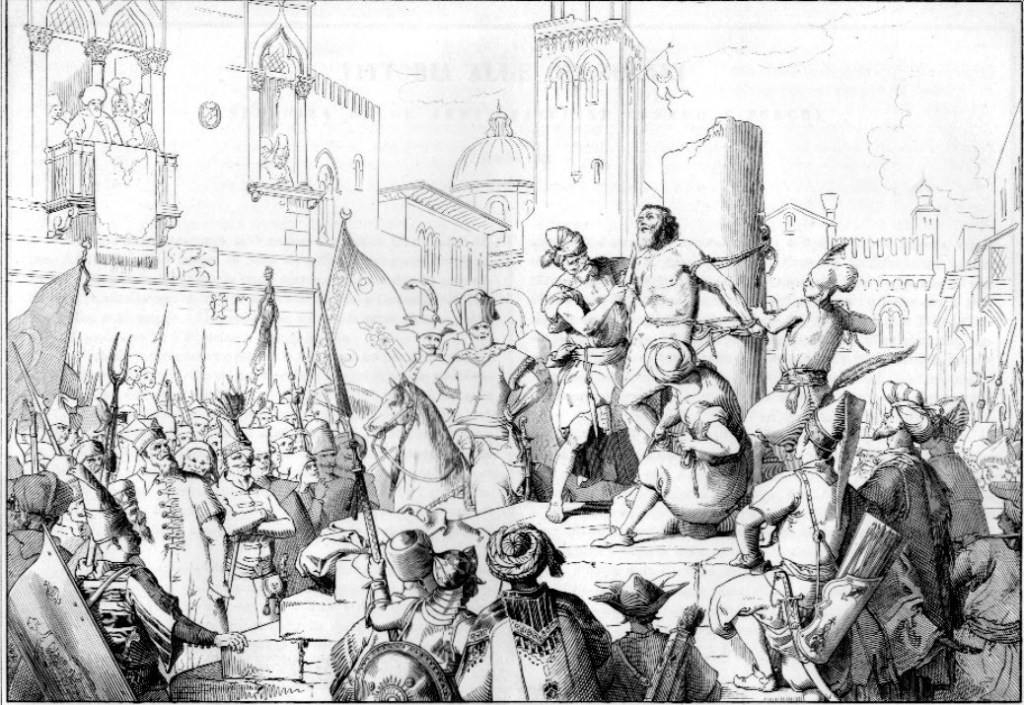
Il Martirio di Marcantonio Bragadin G. Gatteri 1571

### La seconda guerra del 1499-1503
La guerra del 1499-1503 portò alla conquista turca di numerose piazzeforti nell'Egeo e del Peloponneso (Morea Veneziana).

### La terza guerra del 1537-1540
Il conflitto, combattuto tra il 1537 e il 1540 portò alla conquista ottomana dell'ultima parte del Peloponneso. Si costituisce una Lega Santa del 1538 per contrastare l'avanzata dell'Impero ottomano che alleato alla Francia di Francesco I vogliono dividersi l'Europa.
Nonostante la vittoriosa resistenza durante l'assedio di Corfù da parte ottomana, la Lega Santa capeggiata in mare dall'ammiraglio genovese Andrea Doria perde la battaglia di Prevesa contro Khayr al-Din Barbarossa.
La Repubblica di Venezia è costretta a firmare la resa perdendo anche le isole cicladi con l'eccezione di Tino e le isole sporadi.

### La quarta guerra del 1570-1573 - La guerra di Cipro
La guerra, scatenata nel 1570 da Selim II con l'invasione del Regno di Cipro, colonia veneziana, spinse in Occidente alla creazione di una Lega Santa contro i Turchi tra Venezia, il Papato, il Sacro Romano Impero e il Regno di Spagna, con le sue dipendenze.
Dalla caduta di Nicosia al lungo assedio di Famagosta, conclusosi il 1º agosto 1571, e seguito dal brutale massacro dei difensori della città e del comandante Marcantonio Bragadin, seguì la battaglia di Lepanto, nella quale la flotta ottomana venne quasi completamente distrutta.
Il fallito tentativo di conquistare Navarino nel 1572, la perdita di vigore da parte della Lega dopo la vittoria, per il disinteresse di Filippo II di Spagna, timoroso di avvantaggiare eccessivamente Venezia, portò ad un arresto delle operazioni navali, che non riuscirono né a recuperare Cipro, né ad arrecare altri danni all'Impero ottomano, la cui flotta venne rapidamente ricostruita.
La pace firmata nel marzo del 1573 confermò la perdita di Cipro per Venezia, ma lasciò ugualmente il segno della svanita invincibilità ottomana sul mare.

### La quinta guerra del 1645-1669 - La guerra di Candia

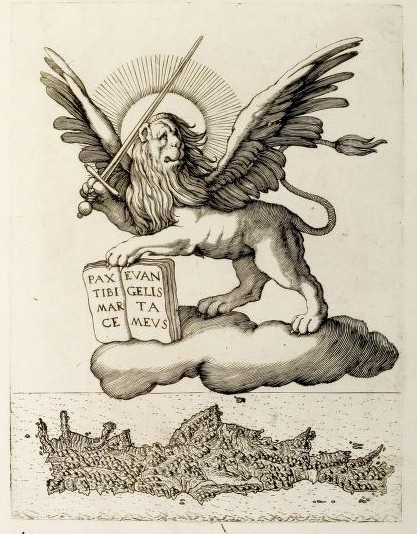
Il Regno di Candia protetto dal Leone di San Marco in un'iconografia veneziana.

Il lungo conflitto, combattuto tra il 1645 e il 1669, fu incentrato sull'interminabile assedio di Candia, durato 25 anni, città strenuamente difesa dalla Serenissima, in qualità di capitale della sua più vitale colonia. La Repubblica di Venezia attaccò ripetutamente i turchi con la Spedizione veneziana dei Dardanelli affidata in successione agli ammiragli Leonardo Mocenigo, Lazzaro Mocenigo, Lorenzo Marcello e Lorenzo Renier. La flotta ottomana di molto superiore in forze fu sottomessa varie volte e i veneziani poterono saccheggiare più volte le coste turche. Dopo 3 anni di blocco dello stretto dei Dardanelli i veneziani furono obbligati alla ritirata di fronte ad un nemico capace di perdere 2 intere flotte senza interrompersi. I turchi poterono quindi riprendere l'assedio alla città di Candia. Il 5 settembre 1669 dopo 20 anni di assedio Candia firma la resa ottenendo l'onore delle armi.

### La sesta guerra del 1684-1699 - La guerra di Morea
Il conflitto del 1684-1699, l'unico dichiarato da Venezia alla Sublime porta, portò alla conquista veneziana della Morea (Peloponneso), fu durante tale guerra che fu distrutto per errore il Partenone ad Atene dai veneziani, in quanto gli ottomani lo usavano come deposito per le munizioni dei cannoni. Capitano Generale da Mar venne nominato Francesco Morosini soprannominato il Peloponnesiaco per via della sua astuzia nell'attaccare gli ottomani nel Mar Egeo. I veneziani riuscirono a prendere Patrasso, i castelli di Morea e Rumelia, la fortezza di Lepanto, Corinto e l'intero Peloponneso. Vi fu anche un tentativo di riconquistare Creta ma i veneziani dovettero accontentarsi della conquista della fortezza di Gramvussa.

### La settima guerra del 1714-1718 - La seconda guerra di Morea

Il doge Francesco Morosini Peloponnesiaco offre a Venezia la riconquistata Morea Palazzo Ducale - Venezia

L'ultimo conflitto tra la Repubblica di Venezia e l'Impero ottomano venne combattuto tra il 1714 e il 1718. I turchi impazienti di riprendersi i territori persi durante l'ultima guerra dichiararono guerra alla Serenissima. I turchi in schiacciante superiorità numerica costrinsero i Veneziani a concentrare le loro difese nelle città di Nauplia, Corinto, Malvasia, Modone, Castel di Morea, e nelle due fortezze di Chielafà e Zarnata. La difesa non impedì ai musulmani di prendere il Peloponneso ed inoltre le uniche due fortezze della Repubblica Veneta rimaste a Creta, la Suda e Spinalonga dovettero capitolare. Turchi ed il consolidamento della dominazione veneziana in Dalmazia. Quando gli ottomani arrivarono a Corfù si trovarono l'Armata Grossa veneziana ad attenderli. Lo scontro durò 3 ore dove gli ottomani ebbero le perdite più grosse. Nonostante i vari assalti ripetuti i Turchi dovettero ritirarsi. Il 19 luglio 1717 la flotta Veneziana appoggiata da uno squadrone misto di navi portoghesi, maltesi e pontificie diede avvio alla battaglia di Matapan. Seppur vincenti i veneziani non furono in grado di riprendersi la Morea (Peloponneso). Con la pace di Passarowitz si diede fine alle ostilità. La Serenissima si dovette accontentare del riacquisto di Cerigo con l'annesso scoglio di Cerigotto, dell'annessione di Butrinto, Prevesa, Vonizza in Albania, e dei castelli conquistati in Dalmazia di Imoski, Tischowatz, Sternizza, Cinista, Rolok, Creano insieme a 4 miglia di circondario per ognuno di essi.